# Groupe Réalités
Le Groupe Réalités est une société de promotion immobilière et de développement territorial fondée en 2003 à Nantes. Depuis 2014, le groupe est coté sur le marché Euronext Growth.
Le 25 septembre 2024, Réalités annonce être entré en procédure de conciliation avec ses principaux créanciers.

## Histoire
En 2004, Réalités rachète l’entreprise de gros œuvre nantaise Beneteau & Cie.
En 2013, le groupe crée Heurus, une société d’exploitation de résidence pour services seniors.
En 2018, le groupe crée la filiale Up2Play, dirigée par l’ancien footballeur professionnel Nicolas Savinaud, une société de maîtrise d'usage spécialisée dans le développement de complexes d’activités de sports et de loisirs.
La même année, le groupe Réalités avait été sélectionné pour la construction du YelloPark, nouveau stade nantais pour remplacer La Beaujoire, mais les méthodes contestées de Waldemar Kita et l'opposition politique locale ont forcé l'abandon définitif du projet en 2020 au profit d'une simple rénovation du stade historique.
En 2020, le groupe acquiert Cap Études, une société d’exploitation de résidences étudiantes.
En 2021, le groupe acquiert l’enseigne de restauration d’entreprise Midi & Demi, et Tessa Industrie, une société rennaise spécialisée dans la fabrication industrielle hors-site de bâtiments décarbonés.
En 2023, il acquiert Vargo Invest, une société de transactions immobilières spécialisée dans l’immobilier ancien.

## Activités
Le Groupe Réalités intervient pour des projets, publics ou privés, à tous les niveaux dans leurs projets d’urbanisme et d’immobilier : maîtrise d’œuvre, maîtrise d’ouvrage, maîtrise d’usage. Il emploie 1 200 salariés et a effectué un chiffre d’affaires annuel de 364 millions d’euros en 2022.

### Implantations
Le siège de l'entreprise est situé à Saint-Herblain. Le groupe dispose de plusieurs directions régionales pour couvrir les territoires liés à ses projets : Bretagne, Pays de la Loire, Nouvelle Aquitaine, Centre Val de Loire, Grand Est, Île-de-France et Hauts-de-France.
Il dispose d'une présence internationale au Maroc, au Portugal et au Sénégal.

### Filiales spécialisées
Le Groupe Réalités dispose de filiales spécialisées pour les projets nécessitant un savoir-faire particulier : Capétudes pour les résidences étudiantes avec services intégrés, Heurus pour les résidences seniors, ou encore Up2Play pour les complexes sportifs et de loisirs.

### Réalisations notables
- Rénovation du Stade Bauer
- Quartier Dunant à Bordeaux[14]
- Quartier Les Villes Dorées à Saint-Brieuc[15]
- Rénovation de la friche industrielle des ateliers Quelle à Saran, près d’Orléans[16]
- La Tisserie à Amiens
- Quartier de la Découverte à Saint-Malo[17]

## Gouvernance et engagements

### Mécénat
Depuis 2018, le Groupe Réalités est partenaire d'Audencia dans la chaire dédiée à l’aménagement urbain « Faire vivre l’intelligence des territoires ».
En 2020, le Groupe a créé un fonds de dotation de 5M € pour la protection de l’enfance, contre l’exclusion et la précarité.

### Entreprise à mission
Depuis 2020, le Groupe Réalités est devenu une entreprise à mission et s’est engagé notamment à atteindre la neutralité carbone en 2021.

### Mécénat sportif
Le Groupe Réalités possède l'équipe masculine de hockey les Ducs d’Angers; ainsi que l'équipe féminine de handball Les Neptunes de Nantes jusqu'à sa liquidation judiciaire en août 2024.
Depuis 2022, il soutient la voile avec l’acquisition d’un trimaran de la classe Ocean Fifty pour participer à des compétitions comme la Transat Jacques-Vabres.